# Axeltofta
Axeltofta is een plaats in de gemeente Landskrona in het Zweedse landschap Skåne en de provincie Skåne län. De plaats heeft 112 inwoners (2005) en een oppervlakte van 15 hectare.